# Podkraj, Žalec
Podkraj este o localitate din comuna Žalec, Slovenia, cu o populație de 210 locuitori.